# Helen Baker (Ornithologin)
Helen Baker (* 1. Mai 1944 in Hillingdon, Middlesex) ist eine britische Ornithologin.

## Leben
Nach der Absolvierung der Brondesbury High School und der Kilburn High School studierte Baker an der University of Liverpool, wo sie 1982 den Bachelor of Science in Ökologie erlangte. Sie besitzt einen Doktortitel von der University of Dundee für eine Dissertation über die Lebensraumansprüche der Haubenmeise und sie arbeitete als Staatsbedienstete. Von 1980 bis 1995 war sie Sekretärin beim Ornithology Research Committee und 1993 Vorsitzende der ornithologischen Abteilung der London Natural History Society. 1979 führte sie eine umfangreiche Erhebung über die Wasservogelfauna entlang des Grand-Union-Kanals durch. Von 1983 und 1984 leitete sie ein Erhebungsprojekt über Kanadagänse und von 1987 bis 1988 ein Projekt über Vögel in offenen, kleinen Ebenen in der Region Inner London. 1990 führte sie für den British Trust for Ornithology und den Wildfowl and Wetlands Trust eine Höckerschwan-Studie in Greater London und 1991 für den Wildfowl and Wetlands Trust eine Erhebung über eingeführte Gänse durch. Ferner erstellte sie einen Monitoringplan für Haussperlinge. Die Berichte über die Erhebungen veröffentlichte sie in der Zeitschrift London Bird Report. Von 1993 bis 1996 studierte sie als Postdoc die hawaiianischen Waldvögel und die Hawaiigans auf Maui, zunächst an der zoologischen Abteilung der University of Tennessee und dann an der zoologischen Abteilung der University of Hawaiʻi at Mānoa. Baker schrieb Artbeiträge zur Enzyklopädie Birds of North America, darunter zum Hawaii-Amakihikleidervogel, zum Oahu-Amakihikleidervogel, zum Kauai-Amakihikleidervogel, zum Papageischnabel-Kleidervogel, zum Oahuastläufer, zum Kakawahie-Astläufer und zum Mauiastläufer. Seit 2001 ist sie Teamleiterin für marine Arten beim Joint Nature Conservation Committee (JNCC), wo sie für das Monitoring, die Evaluierung und die Forschung im Bereich der Seevögel verantwortlich ist.
2009 wurde Baker als erste Frau zur Vorsitzenden des British Ornithologists’ Club gewählt. Dieses Amt hatte sie bis 2013 inne. 2014 wurde sie zur Honorarsekretärin der British Ornithologists’ Union gewählt.